# Vinden bär oss
Vinden bär oss (persiska: باد ما را خواهد برد) är en iransk dramafilm från 1999, skriven, regisserad och producerad av Abbas Kiarostami. Filmen har fått sin titel efter en dikt av poeten Forogh Farrokhzad, den reciteras också i filmens enda inomhusscen.
Vinden bär oss hade premiär den 6 september 1999 då den visades vid filmfestivalen i Venedig. Filmen var där nominerad till Guldlejonet men vann inte, den vann dock Juryns stora pris, FIPRESCI-priset och 'CinemAvvenire'-priset för bästa film.

## Handling
En jeep med män från Teheran färdas genom kullarna i iranska Kurdistan. De reser till bergsbyn Siah Dareh, när de kommer fram visar en ung pojke dem till en plats de kan sova och visar gruppens ledare "ingenjören" hem till en gammal kvinna som är mycket sjuk. Ingen av byborna vet varför han är i byn, vissa tror att han vill köpa den gamla kvinnans mark när hon dör, andra tror att han är arkeolog och söker efter gömda skatter. "Ingenjören" håller med svårighet kontakt med en kvinna som verkar vara hans uppdragsgivare, varje gång hans mobil ringer tvingas han köra upp för en kulle för att få mottagning. Så småningom visar det sig att "ingenjören" och hans medarbetare har kommit till byn för att observera de sorgeriter som kommer följa på den gamla damens död.

## Medverkande
| Behzad Dorani      | – "Ingenjören" |
| Noghre Asadi       | –              |
| Roushan Karam Elmi |                |
| Bahman Ghobadi     |                |
| Shahpour Ghobadi   | –              |
| Reihan Heidari     |                |
| Masood Mansouri    | –              |
| Ali Reza Naderi    | –              |
| Frangis Rahsepar   | –              |
| Masoameh Salimi    |                |
| Farzad Sohrabi     |                |
| Lida Soltani       |                |

## Produktion
Filmen är i likhet med många andra av Kiarostamis filmer inspelad med nästan bara amatörer i rollerna, enda undantaget i denna film är huvudrollsinnehavaren Behzad Dorani. Filmen blev också den sista filmen Kiarostami spelade in på 35mm-film, alla hans senare filmer är inspelade digitalt.

## Mottagande
Vinden bär oss har fått ett positivt mottagande bland kritiker, på Rotten Tomatoes har filmen betyget 96%, baserat på 27 kritikerrecensioner med ett genomsnittligt betyg på 8,4 av 10. I februari 2016 hade filmen 86 poäng av 100 möjliga på Metacritic.
Jonathan Rosenbaum på Chicago Reader skrev att filmen var "en av Kiarostamis bästa och i många avseenden hans rikaste hittills." Calum Marsh på The Village Voice höll med Rosenbaum om att Vinden bär oss var "en av Kiarostamis bästa filmer" och beskrev filmen som "en djupt och tålmodigt observerande film där detaljerna Kiarostami betonar verkar på något sätt djupsinniga i sin banalitet, ett mysterium av obeskrivlig skönhet." Liam Lacey på The Globe and Mail skrev att filmen "förstärkte Abbas Kiarostamis rykte som en av det gångna årtiondets viktigaste regissörer" och att den hamnat på många topplistor  "delvis som en kulmen på närmare bekantskap med den iranske mästarens verk och delvis då den är ett så engagerande och mångbottnat arbete i sig självt." Lisa Schwarzbaum på Entertainment Weekly beskrev Vinden bär oss som "Kiarostamis nyaste skönhet."

### Engelska originalcitat
1. ↑  "one of Kiarostami's greatest and in many ways his richest to date"
2. ↑  "The Wind Will Carry Us, one of Kiarostami's greatest,"
3. ↑  "This is a deeply, patiently observational film, and the details Kiarostami emphasizes -- a dung beetle struggling to haul away its bounty, an apple rolling haphazardly across an uneven floor, a bone floating down a stream -- seem somehow profound in their banality, a mystery of ineffable beauty."
4. ↑  "Abbas Kiarostami's reputation as one of the past decade's most essential directors is reinforced with his latest film, The Wind Will Carry Us."
5. ↑  "partly as a culmination of increasing familiarity with the Iranian master's work, and partly because it's such an engaging, layered work in itself."
6. ↑  "In Abbas Kiarostami’s newest beauty The Wind Will Carry Us"